# Eva Hodanová
Eva Hodanová (ur. 18 grudnia 1993 w Stříbřec) – czeska siatkarka, reprezentantka kraju, grająca na pozycji przyjmującej. 

## Sukcesy klubowe
Mistrzostwo Czech:
- 2013, 2014, 2015, 2021

Puchar Niemiec:
- 2018

Mistrzostwo Niemiec:
- 2018

Puchar Czech:
- 2020

## Sukcesy reprezentacyjne
Mistrzostwa Europy Juniorek:
- 2010

Liga Europejska:
- 2019
- 2018